# Тельес Хирон, Хуан
 Хуан Тельес-Хирон (исп. Juan Téllez-Girón; 1456, Мораль-де-Калатрава — 21 мая 1528, Осуна) — кастильский аристократ, 2-й граф Уруэнья (1469—1528), главный нотариус Кастилии, сеньор Осуна, Тьедра, Пеньяфьель, Брионес, Фречилья, Морон-де-ла-Фронтера, Арчидона, Арааль, Касалья-де-ла-Сьерра, Хельвес, Гумьель-де-Исан, Ольвера и Ортехикар.

## Происхождение
Третий и младший сын Педро Хирона (1423—1466), кастильского дворянина, который был магистром Ордена Калатравы и накопил огромную власть во время правления Энрике IV, и Изабель де лас Касас, с которой он никогда не был женат, но имел потомство. По материнской линии его бабушкой и дедушкой были Альфонсо Тельес Хирон (ок. 1380 — 1449) и его жена Мария Пачеко, сеньора Бельмонте, вступившие в брак в 1415 году.

## Биография
Хуан родился в Мораль-де-Калатрава около 1456 года и был близнецом Родриго Тельеса Хирона. Историк дома, Херонимо Гудиэль, упоминает, что оба брата были похожи «лицом, телом, речью и во всем остальном». Он был узаконен вместе с двумя своими братьями папской буллой Пия II от 16 мая 1459 года и королевским свидетельством, выданным Энрике IV 30 октября того же года. В 1469 году он унаследовал майорат и титул графа Уруэнья от своего старшего брата Альфонсо, умершего в молодом возрасте. 20 декабря Энрике IV пожаловал ему должность главного нотариуса Кастилии, а через несколько месяцев, 3 мая 1470 года, — должность мэра Медина-дель-Кампо. Король повторил этот приказ в апреле 1471 года, а в мае граф послал своего дядю, канцлера Энрике де Фигередо, занять должность камергера от его имени, но Медина-дель-Кампо продолжал отказываться признать этот приказ. 16 октября 1471 году он принял третью часть городов Гумьель-де-Исан, Сантибаньес, Побладура, Уруэнья и Вильяфречос.
Когда в 1474 году началась Война за кастильское наследство, граф Уруэнья поддержал сторону Хуаны ла Бельтранехи и, согласно хронике Юлио Пуйоля, присутствовал при отношениях при провозглашении короля Португалии Афонсу V новым королём Кастилии после женитьбы на Хуане. 23 мая 1475 года королева Кастилии Изабелла Католичка объявила его мятежником и приказала конфисковать его имущество и доходы. Таким образом, Хельвес был передан Луису де Товару, семье которого он принадлежал до того, как был подарен Педро Хирону, а город Гумьель-де-Исан — графу Кастро Диего Гомесу де Сандовалю. Однако влияние его тестя констебля Педро Фернандеса де Веласко вскоре заставил его перейти на другую сторону. 22 мая 1476 года он подписал с католическими монархами капитуляцию, в которой признал их законными монархами и обязался подчиняться им и служить им на время войны в обмен на определённые обещания, гарантами которых выступал кардинал Мендоса, коннетабль и граф Бенавенте.
Спор между Хуаном и графом Кастро по поводу владением Гумьелем-де-Исаном все ещё оставался скрытым в 1480 году, когда монархи подтвердили продление перемирия между двумя дворянами на двадцать месяцев. Наконец, приговор от 23 июля 1481 года. вновь передал город во владение графа Уруэнья, который взамен должен был выплатить Леонор, дочери графа Кастро, 400 000 мараведи, Франсиске, сестре предыдущего, с 300 000 мараведи и Альфонсо де Сандоваль с 60 000 мараведи арендной платы, так как ранее граф заложил его при вступлении в брак с Леонор де Стуньига. Что касается Хельвеса, то в сентябре 1478 года Хуан захватил Луиса де Товара, когда тот направлялся из Саары в Севилью, что показывает, что город ещё не был возвращён ему и ссоры между двумя сеньорами не закончились. Судебный процесс продолжался годы спустя, но был в пользу Луиса де Товара, который сохранил эту сеньорию.
По просьбе католических монархов 2 августа 1477 года папа римский Сикст V одобрил обмен, произведённый его отцом, Педро Хироном, который обменял Бельмес и Фуэнтеовехуну на Осуну и Казаллу, и те же монархи подтвердили право собственности на указанные виллы в сентябре. 10 апреля 1480 года он приобрёл у епископа Сеговии Хуана Ариаса Давилы города Кинтанильяс-де-Сусо и Юсо на сумму 300 000 мараведи. В следующем году он купил города Баабон, Укилья (Вальядолид) и Сильеруэло (Бургос) у Педро Сандоваля. 22 мая 1486 года он получил от папы право покровительства над церковью Санта-Мария-де-Пахарес за стенами города Пеньяфьель.
В 1482 году Хуан Тельес Хирон отправился со своим братом Родриго, магистром Ордена Калатравы, на помощь Родриго Понсе де Леона, маркизу Кадису, окружённому в Аламе эмиром Гранады. В следующем году его войска в битве при Лопере. Они также присутствовали при осаде Алоры в 1484 году под командованием Энрике де Фигередо. Граф лично участвовал во взятии Алоры (20 июня 1484 г.), затем в Сетенильском походе с 200 всадниками и во взятии Гранады. В 1485 году он снова вошёл в мавританскую землю с королём Фердинандом и участвовал в неудавшейся осаде Картамы, в осаде Коина, во взятии Картамы, Чуррианы, Пупианы, Кампанильяса, Дафадалы, Ландина, Гоарро и Ронды. Последний город был взят 20 мая 1485 года, он был одним из кавалеров, нёсших балдахин на празднике Тела Христова (2 июня). В том году он предоставил 250 всадников и 296 латников. В 1486 году король доверил ему авангард армии, которая 29 мая завоевала Лоху, а затем города Ильору и Моклин. В 1487 году вместе с Алонсо де Агиларом, братом Гонсало Фернандеса де Кордовы (более известный как Великий капитан), руководил одним из сражений, в которых он участвовал, при осаде Велес-Малаги, а также в Малаге, где он захватил её пригород. В 1488 году он был одним из лидеров восстания мудехаров в Сьерра-де-Госин. На следующий год он пошёл на осаду Басы и участвовал в нескольких стычках. Наконец, в 1491 году он участвовал в завоевании Гранады, командуя 200 конниками и 300 пехотинцами, отличившись в битве при Субии, и вошёл с ними в город 2 января 1492 года. Его имя появляется в подтверждение капитуляции Гранады, которая он уполномочен в качестве главного нотариуса королевства.
26 июня 1492 года католические монархи вознаградили усилия графа в Гранадской кампании, пожаловав ему города Белефик и Сенеш. Согласно итальянскому историку Грегорио Лети, граф был послом католических монархов папе Александру VI (1492 г.) и находился в Риме для осуществления своего посольства во главе блестящей свиты; однако ни Гудиэль, ни другие испанские специалисты по генеалогии не несут ответственности за эту комиссию. Точно так же он был среди защитников Христофора Колумба и был главным защитником известного поэта и драматурга Хуана дель Энсины.
В 1500 году вспыхнуло Альпухаррское восстание, и Хуан Тельес Хирон двинулся на Ланхарон, чтобы подавить мавров. 18 марта 1501 года, когда он столкнулся с новыми восстаниями в Сьерра-Бермехе вместе с Алонсо де Агиларом и графом Сифуэнтес, его армия попала в ловушку, закончившуюся смертью Алонсо и военной катастрофой для христиан.
В 1507 году он вмешался вместе со своим двоюродным братом маркизом Вильена, чтобы заключить мир между констеблем и герцогом Нахера.
Получив королевские полномочия от 10 ноября 1510 года, граф Уруэнья 3 октября 1511 года подписал завещание в своей крепости Морон-де-ла-Фронтера. В своём завещании он установил мажоритарный контроль над виллами в соответствии с законом, Уруэнья, Пеньяфьель, Гумьель-де-Исан, Сантибаньес де Вальдесгуэва, Вильяфречос, Тидра, Побладура, Брионес-и-Сан-Висенте, Осуна, Морон-де-ла-Фронтера, Арааль, Арчидона, Ольвера и Остегикар со всеми их землями, крепостями, вассалами и т. д. Он устроил так, чтобы его унаследовал сначала Педро Хирон, его старший сын, а в случае его отсутствия — Родриго Хирон, который был вторым, а затем Хуан Тельес-Хирон, который был третьим. За отсутствием всех из них он достанется второму сыну Изабеллы Хирон и её мужа Бельтрана II де ла Куэва-и-Толедо, то есть его внуку. 17 мая 1520 года король Карл I подтвердил завещание графа Уруэньи 1510 года.
Граф Уруэнья скончался в своём дворце Осуна в четверг, 21 мая 1528 года, в день Вознесения, между десятью и одиннадцатью утра, прожив 72 года. Его тело было погребено в часовне крепости Осуна, а позже перенесено его сыном Хуаном Тельесом в гробницу главной церкви города.

## Брак и потомство
Хуан Тельес Хирон женился на Леонор де ла Вега-и-Веласко, четвёртой дочери Педро Фернандеса де Веласко (1425—1492), констебля Кастилии, 2-го графа Аро (с 1470), и его жены Менсии де Мендосы, которая, в свою очередь, была дочерью Иньиго Лопеса де Мендоса, маркиза Сантильяна, и Каталина Суарес де Фигероа. Леонор умерла в декабре 1522 года, будучи похороненной в часовне замка-дворца Осуна, и её останки позже были перенесены вместе с останками её мужа в семейную гробницу.
В этом браке было пятнадцать детей:
- Педро Хирон-и-Веласко (ум. 25 апреля 1531), сменивший его на посту 3-го графа Уруэнья и отличившийся в качестве капитана комунерос.
- Родриго Тельес-Хирон (ум. 29 ноября 1526), который, по словам Гудиэля, был «очень знающим придворным и выдающимся конным мастером обоих сёдел, умелым в обращении с оружием и ценил упражнения, которые обычно выполняют придворные, очень любил охоту и все виды верховой езды».
- Хуан Тельес Хирон Эль-Санто (25 апреля 1494 — 19 мая 1558), по прозвищу Святой, унаследовавший титул после смерти своего старшего брата Педро Хирона.
- Бернардино Тельес-Хирон, умерший в детстве
- Габриэль Хирон, который также умер в детстве
- Альфонсо Тельес-Хирон, который также умер в детстве
- Изабель Хирон, вышедшая замуж за Бельтрана де ла Куэва, 3-го герцога Альбуркерке
- Мария Хирон, называемая ла Майор, вышла замуж за своего двоюродного брата Фернандо Энрикеса де Веласко, 1-го герцога Медина-де-Риосеко , 2-го графа Мельгара и адмирала Кастилии (1520—1542)
- Леонор де ла Вега-и-Хирон, вышедшая замуж за Луиса Фернандеса Портокарреро Боканегра, 1-го графа Пальмы (+ 1528)
- Менсия Хирон, вышедшая замуж за своего дядю Энрике де Акунья-и-де-Португала, 4-го графа Валенсии де Дон Хуана (+ 1532)
- Хуана Тельес-Хирон, вышедшая замуж за Родриго Понсе де Леона, 1-го герцога Аркоса, маркиза Захара и Вильягарсия (+ 1530)
- Мария Тельес-Хирон по прозвищу Минор вышла замуж, во-первых, за Энрике де Гусмана, 4-го герцога Медина-Сидония (1494—1513), а во-вторых, за Родриго Понсе де Леона, вдовца её сестры Хуаны
- Каталина Хирон, которая умерла в детстве
- Беатрис Хирон, которая также умерла в детстве
- Ана Хирон, монахиня и настоятельница монастыря Санта-Клара-де-Вильяфречос.